# Saulheim
Saulheim település Németországban, Rajna-vidék-Pfalz tartományban. Lakosainak száma 8115 fő (2023. december 31.).

## Népesség
A település népességének változása:
| Lakosok száma | 4569 | 7884 | 7940 | 8085 | 8138 | 8115 |
|               | 1975 | 2017 | 2019 | 2021 | 2022 | 2023 |